# Nízká Srbská

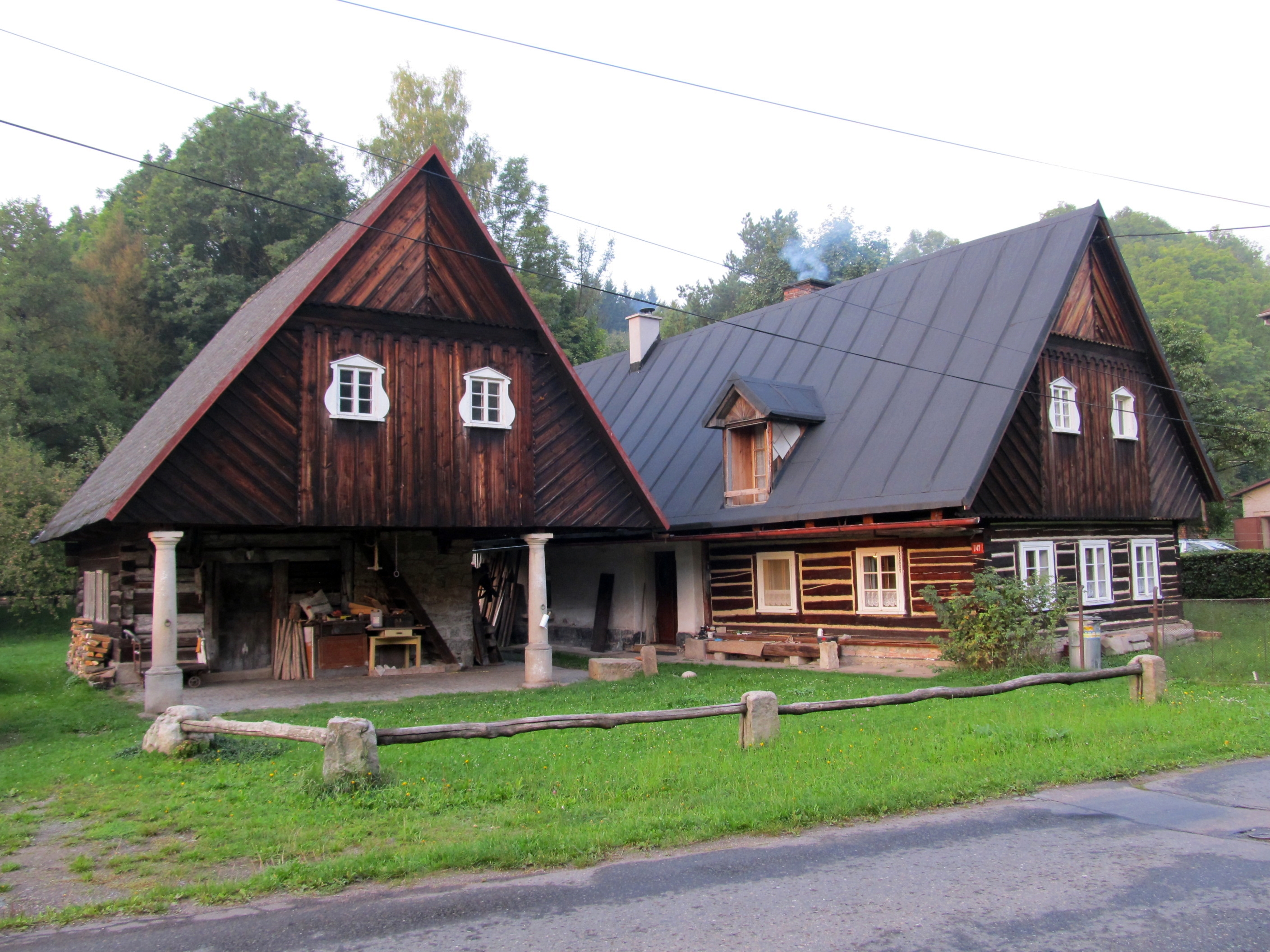
Ehemalige Schmiede

Nízká Srbská (deutsch Niedersichel) ist ein Ortsteil der Gemeinde Machov in Tschechien. Sie liegt etwa neun Kilometer nordöstlich von Náchod an der Grenze zu Polen im Okres Náchod.

## Geographie
Nízká Srbská liegt an der Židovka, die im Heuscheuergebirge entspringt. Nachbarorte sind Bělý (Bieley) im Nordosten, Machov (Machau) im Osten, Sedmakovice (Sedmakowitz) im Südosten, Vysoká Srbská (Hochsichel) im Süden und Bezděkov (Bösig) im Nordwesten. Südöstlich liegen die Naturschutzgebiete Kubinův lesiček, Bučiny nad Brlenkou und Pod prameny Brlenky.

## Geschichte
Mit der Anlage eines Dorfes am Srbský potok (deutsch Sichler Bach) beauftragte der Břevnover Abt Martin seinen getreuen Vasallen Utěch. Als Honorar wurden ihm erbrechtlich die Scholzerei (dědična rychta bzw. šolcovna) und eine Mühle sowie ein Sechstel der Politzer Klostereinkünfte zugesagt. „Nízká Srbská“ wurde nach Deutschem Recht gegründet und erstmals am 9. August 1254 urkundlich erwähnt, als mit einer lateinischen Urkunde die Grenzen zwischen der Herrschaft Nachod und dem Břevnover Filialkloster Politz festgelegt wurden. Vertragspartner waren der Náchoder Burg- und Grundherr Hron von Náchod und Abt Martin. Die Grenze verlief von Machau entlang des Baches Židovka, der damals als Srbský potok bzw. in ihrem oberen Teil als Stekelnice bezeichnet wurde. Das Gebiet am rechten Ufer gelangte an das Kloster Politz, das mit der Urbarmachung und Kolonisierung beauftragt war und mit seinen Dörfern und Fluren die Herrschaft Politz bildete. Nízká Srbská gehörte zum altböhmischen Königgrätzer Kreis. Für das Jahr 1406 sind die Mühle des Scholzen belegt sowie eine weitere, die vermutlich zum Freibauernhof gehörte. Der links des Srbský potok liegende Ortsteil „Malá Srbská“ (Kleinsichel) erlosch um die Mitte des 16. Jahrhunderts. Die unbewohnten Gehöfte erwarben die Hochsichler (Velká Srbská), Felder und Fluren die Niedersichler. Da das links des Baches liegende Kleinsichel eigentlich zur Herrschaft Nachod gehörte, kam es darüber zu Auseinandersetzungen. Sie wurden erst 1718 unter Abt Othmar Daniel Zinke beigelegt. Das umstrittene Gebiet wurde der Herrschaft Politz zugesprochen. Im Siebenjährigen Krieg lagerte 1758 auf den Feldern zwischen Niedersichel und Bezděkov (Bösig) die Preußische Armee.
Im Rahmen der Josephinischen Reformen wurde das Kloster Politz 1785 durch Kaiser Joseph II. aufgehoben und die Herrschaft Politz mit den zugehörigen Ortschaften säkularisiert. Anschließend kam es zu einem wirtschaftlichen Aufschwung, der zu einer Zunahme der Einwohner und damit auch der Häuser führte.
Nach der Ablösung der Patrimonialherrschaften wurde Nízká Srbská 1848 eine selbstständige Gemeinde, die ab 1850 zum Bezirk Braunau und zum Gerichtsbezirk Politz gehörte. 1872 starben an einer Blatternepidemie 26 Einwohner von Nízká Srbská. 1881 wurde die Freiwillige Feuerwehr gegründet und 1896 eine Schule errichtet. Im Jahre 1910 bestand Niedersichel aus 100 Häusern, in denen 483 Menschen lebten. Wirtschaftliche Bedeutung erlangte die von Hermann Straetz 1908 errichtete Textilfabrik. Nach dessen Tod 1917 wurde sie von seinem Schwiegersohn Emil Löwenbach erfolgreich weiter geführt. 1937 waren 112 Webstühle in Betrieb; 1939 wurden 700.000 Meter Stoffe produziert. Während der Zeit des Protektorats wurde die Fabrik beschlagnahmt, die Produktion eingestellt und alle Arbeiter entlassen.
1951 wurde Nízká Srbská als ein Ortsteil in die Gemeinde Machov eingegliedert. 1958 wurde die landwirtschaftliche Genossenschaft Jednotné zemědělské družstvo gegründet. 1991 hatte es 331 Einwohner, zehn Jahre später waren es 339.